# Crème Fraiche (South Park)
"Crème Fraiche" is de laatste aflevering van het veertiende seizoen van de geanimeerde televisieserie South Park, en de 209e aflevering van de hele serie. Deze werd voor het eerst uitgezonden in de Verenigde Staten op 17 november 2010 op Comedy Central.

## Verhaal
Bij Randy ontwikkelt er zich letterlijk een erotische interesse in kookprogramma's op televisie. Hij komt op het idee om alle recepten na te maken en aan zijn gezin voor te schotelen, waarna zij met de afwas achterblijven. Sharon raakt het gedrag van Randy beu en denkt dat zijn kookfetisj er gekomen is omdat ze onaantrekkelijk is. 
Sheila raadt Sharon aan de "Shake Weight", het nieuwste tv-shop-product, te kopen. Het apparaat heeft een digitale stem die haar voortdurend adviseert, flatteert en haar fitnessinstructies geeft. De fitnessoefening lijkt voor de kijker weliswaar op een aftrekbeurt, die eindigt met een lozing van verfrissende vloeistof op het gezicht van de uitvoerder wanneer de oefening voltooid is. Daarna gaat de "Shake Weight" in slaapmodus (lijkend op een slappe penis). Tijdens een van de oefenbeurten vraagt het toestel Sharon om haar vinger achteraan in een opening te steken, zogenaamd om haar polsslag te meten. 
Intussen blijkt Randy op school de schoolkantine te hebben ingepalmd. Hij negeert het geplande menu en bereidt enkel zeer hoogstaande gerechten, veel te complex voor en niet naar de zin van de studenten. Hij verplicht Stan, Kyle, Cartman en Kenny om hem tijdens zijn werk te filmen, zodat het lijkt alsof hij zijn eigen kookprogramma heeft. Cartman probeert de beroemde kok Gordon Ramsay te imiteren om Randy's passie voor koken te doen afnemen, maar het plan mislukt wanneer verschillende chef-koks als Jamie Oliver en Bobby Flay naar de kantine komen om een ware kookcompetitie te starten met als titel "Hell's Kitchen Nightmares Iron Top Chef Cafeteria Throwdown Ultimate Cookoff Challenge".
Sharon raakt zeer gehecht aan haar "Shake Weight" en gaat ermee op vakantie zodat ze zich er in alle rust en stilte mee kan bezighouden. Wat later betrapt ze echter een poetsvrouw met haar "Shake Weight". Ze voelt zich bedrogen en belt razend naar het bedrijf om haar toestel weer in te leveren.
Terug in de kantine, waar de leerlingen nu al 12 uur wachten op hun maaltijd, gaat Randy plots naar huis om op zoek te gaan naar zijn hoofdingrediënt: crème fraiche. Op dat moment komt ook Sharon terug thuis, vastbesloten er alles aan te doen om weer pit in hun relatie te krijgen, opdat Randy zijn kookobsessie zou laten vallen. Als Randy haar vertelt dat hij al dagen niet meer geslapen heeft, biedt Sharon hem een oplossing aan, door haar "Shake Weight"-oefening op hem toe te passen. Hierna belooft Randy dat hij zal stoppen met koken en weer zal terugkeren naar zijn oude job, waarna hij in slaap valt. Later die nacht bedankt Sharon de "Shake Weight", wiens echte functie het redden van huwelijken blijkt te zijn. Het toestel zegt dat zijn job voltooid is en neemt afscheid van Sharon, waarna het zichzelf uitschakelt.